# Javier Villán
Javier Villán Zapatero (Torre de los Molinos, Palencia, 1942) es un escritor y crítico taurino y teatral
Ha cultivado diversos géneros literarios. En cuanto a poesía publicó "Parábolas palentinas"; "Indicios y desmemorias"; "El fulgor del círculo"; "Sonetos de la impostura" y "El corazón cruel de la ceniza (Antología poética, 1975-2006)".
Escribió el diccionario y ensayo "Umbral de la escritura absoluta", el libro de viajes "Rumbo a Santiago: crónica viva del camino" y el libro de juegos "Tole, Catole, Cuneta", además de colaborar en "El libro del mus". En otra de sus obras, "Sin pecado concebido", recogió los recuerdos de su estancia en el internado jesuítico de San Zoilo en Carrión de los Condes.
Cronista taurino del diario El Mundo, ha publicado diversas obras referentes a la tauromaquia: "Curro Vázquez, sombra iluminada", "César Rincón, de Madrid al cielo", la recopilación de poemas "El fulgor del círculo" o "José Tomás. Luces y sombras. Sangre y triunfo".

## Premios
| Predecesor: Abel Hernández | Premio de la Crítica de Castilla y León 2011 | Sucesor: Antonio Colinas y Olegario González de Cardedal (ex aequo) |